# Barmen
Barmen es uno de los diez distritos de la ciudad de Wuppertal, en el land de Renania del Norte-Westfalia, Alemania. Junto con los actuales distritos de Heckinghausen, Oberbarmen y partes de Langerfeld-Beyenburg, integraba la ciudad de Barmen, que en 1929 fue unida con Elberfeld y otras entidades de población para formar la actual Wuppertal.

## Geografía

### Área del distrito
El área del distrito de Barmen corresponde al antiguo núcleo urbano occidental de Barmen, Germarke (hoy el barrio Barmen-Mitte, en el límite oriental del distrito), y al suburbio occidental de Unterbarmen. El barrio de Sedansberg fue creado en su mayoría a principios del siglo xx como un suburbio norte para trabajadores. Por el sur, abarca hasta Lichtscheid, perteneciente a Ronsdorf antes de 1929; a 350 metros de altura, es el punto más elevado de Wuppertal

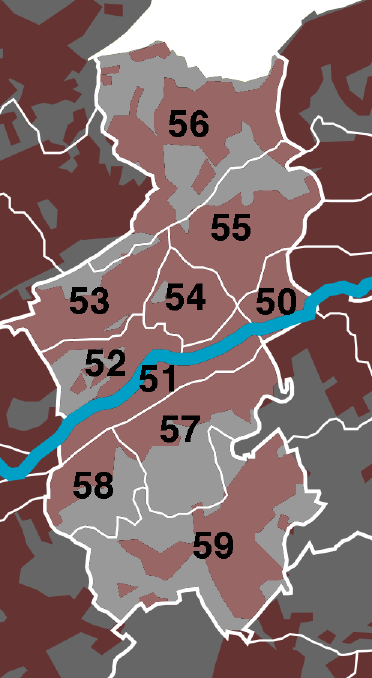
Barrios de Barmen.

### División en barrios
El distrito urbano (Stadtbezirk) Barmen, número 5 de Wuppertal, se divide en diez barrios:
- 50 Barmen-Mitte
- 51 Friedrich-Engels-Allee
- 52 Loh
- 53 Clausen
- 54 Rott
- 55 Sedansberg
- 56 Hatzfeld
- 57 Kothen
- 58 Hesselnberg
- 59 Lichtenplatz

## Historia
Su origen proviene de la unión de distintos lugares y pueblos de la región que lo circundaban. Su principal sitio era Gemarke. 
En 1808 fue convertido oficialmente en ciudad y en 1815 se le declaró parte del distrito de Elberfeld.
Tenía a su cargo otras ciudades: la ciudad de Gemarke, la aldea de Wupperfeld (desde 1780), más los pueblos de Heckinghausen, Rittershausen, Wichlinghausen, el cortijo de Karnap y 58 otros lugares más pequeños con los que conformaban una provincia.
En 1930 pasó a formar parte de la ciudad de Wuppertal.
En Barmen nació en 1820 el filósofo y empresario Friedrich Engels. La ciudad también es conocida por ser en 1863 el lugar de origen de la empresa Bayer.